# Hagure Yuusha no Estetica
Hagure Yuusha no Estetica (はぐれ勇者の鬼畜美学, Hagure Yūsha no Esutetika) é uma série de light novels japonesa escrita por Tetsuto Uesu e ilustrada por Tamago no Kimi. Uma adaptação em anime com 12 episódios foi ao ar no Japão pela Arms Corporation entre julho e setembro de 2012.

## Enredo
A história segue um mundo em que vários jovens encontram-se espiritualmente numa dimensão de magia e guerreiros de espada chamado Arezard (アレイザード, Areizādo). Aqueles que sobrevivem e retornam ao mundo real são tipicamente dotados de habilidades mágicas. Uma organização de treinamento internacional chamada Babel protege esses jovens retornados e os treina para o uso de seu poder. Um herói rebelde chamado Ousawa Akatsuki voltou ao seu mundo, junto com uma linda garota chamada Myuu, que é a filha do Último Rei Demônio, a quem ele derrotou em batalha.